# Garckea abbreviata
Garckea abbreviata är en bladmossart som beskrevs av Hugh Neville Dixon och Potier de la Varde 1927. Garckea abbreviata ingår i släktet Garckea och familjen Ditrichaceae. Inga underarter finns listade i Catalogue of Life.